# Педролино
Педролино (итал. Pedrolino) — персонаж-маска (один из излюбленных типов) дзанни (zanni) или слуги в комедии дель арте. 
Название произошло от уменьшительной формы имени Педро. И хотя Педролино — слуга, его характер очень отличается от характера других слуг — Арлекина или Бригеллы.

## История
Первое упоминание этого персонажа, как Пьерино (от итальянского Пьетро) относится к 1547 году, в XVI столетии формировался характер персонажа, менялись даже имена в различных актёрских труппах от Pagliaccio (1570 год) до Gian-Farina (1598 год). Прозвище Паяц (Pagliaccio) приклеилось к нему от того, что слуга в пьесе часто спал на сеновале, а на итальянском pagliaio — «груды соломы». Примерно к 1598 году появляется и имя Педролино, придуманное актёром труппы «Педролинос» Джованни Пеллесини, который позже играл в труппах Джелози (Gelosi), Унити (Uniti) и Конфиденти (Confidenti).
Педролино в комедии отводилась роль объекта шалостей своих собратьев комедийных актёров. На иллюстрациях его легко можно спутать с Пульчинеллой, и только рукава, слишком длинные для его рук, могут указать, что это Педролино.

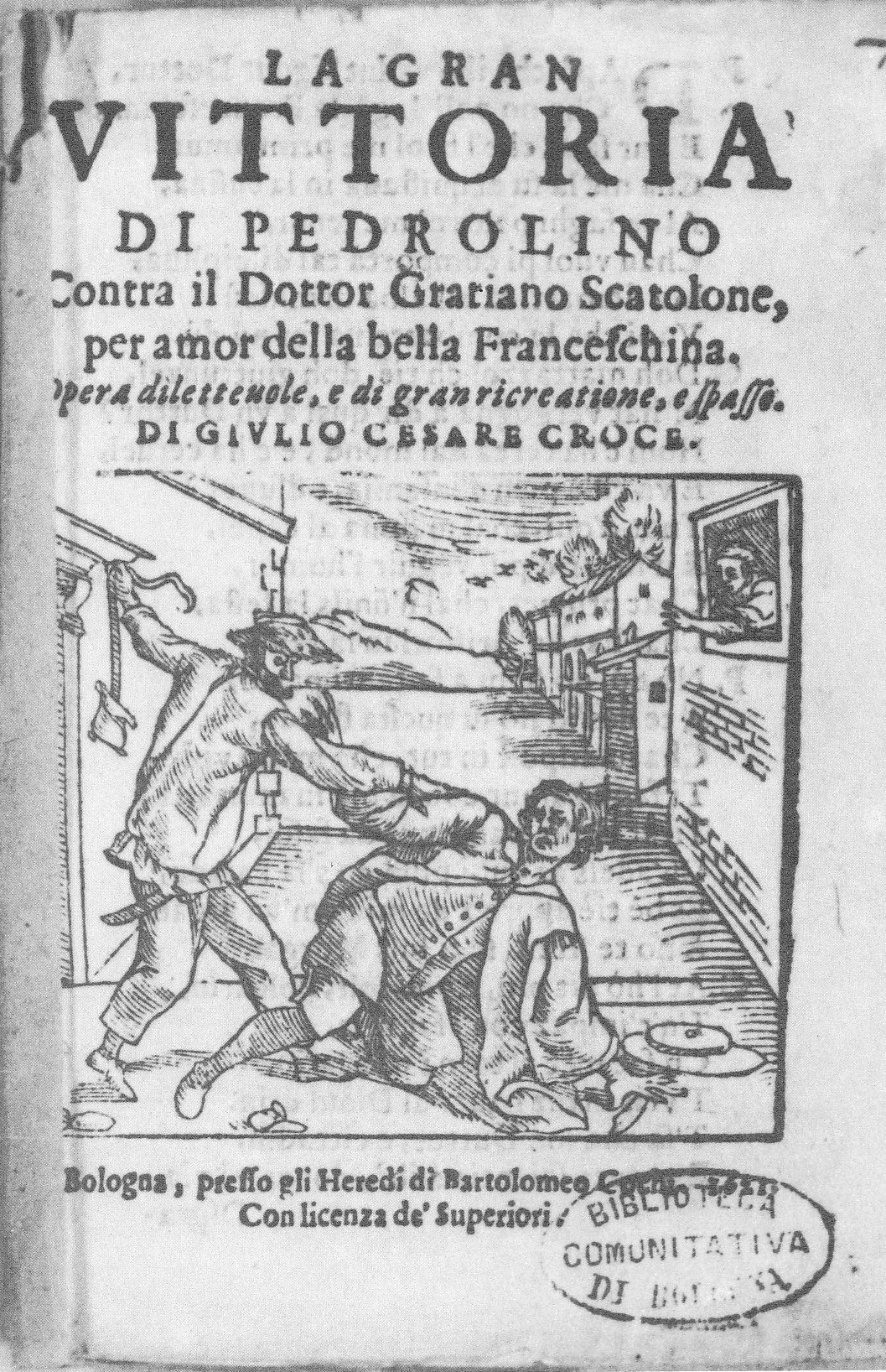
Педролино и Доктор, гравюра на дереве, 1621 год.
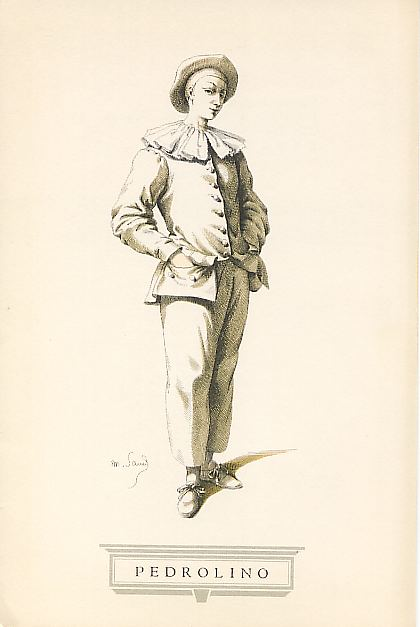
Педролино.
Пульчинелла.

Многие историки театра проводят связь между итальянским Педролино и более поздним Пьеро французской комеди-итальен, и, хотя связь между этими двумя возможна, она остаётся недоказанной, и кажется маловероятной, на основе дошедших скудных свидетельств ранних текстов итальянских сценариев. Кличка Паяц к Пьеро не применялась, поскольку он был не слугой, а несчастным влюблённым. Этот персонаж, как правило, не носил маску, у актера был большой выбор для гримас и выражений лица, и эта традиция была в игре комедии дель арте.
В другом источнике указано что Пьеро французское названии персонажа, образ которого заимствован из итальянской комедии масок (по одним данным, это маска Педролино, по другим  — Пульчинелло), и во французском ярмарочном театре-балагане этот образ приобрел черты национального характера и образовал маску Пьеро. Обычно это слуга — шут, простак, влюбленный в свою партнершу Коломбину.